# Faurea racemosa
Faurea racemosa är en tvåhjärtbladig växtart som beskrevs av Farmar. Faurea racemosa ingår i släktet Faurea och familjen Proteaceae. Inga underarter finns listade i Catalogue of Life.